# Djupadals herrgård
Djupadals herrgård är den största gården i Ronneby kommun och ligger mellan orterna Ronneby och Kallinge på den östra sidan av Ronnebyån.  

## Historik
Herrgården är troligen byggd under tidigt 1600-tal. Djupadals herrgård tillhörde familjen Wrede af Elimä från början av 1800-talet fram till tidigt 1900-tal varav Casper Wrede af Elimä tog initiativ till att anlägga Djupafors Fabiks AB strax norr om herrgården. Familjen af Elimä familjen valde under tidigt 1900-tal att sälja delar av gården då familjen Petri blev delägare. Familjen Petri blev ensamma ägare av gården från tiden runt år 2000 till 2005 då bröderna Carl-Axel och Carl-Wilhelm Petri beslutade sig för att sälja herrgården, som då hade varit i släktens ägo i runt 150 år. Därefter köptes gården av Johan och Lena Persson. 
Egendomens totala areal uppgår till drygt 1 000 hektar jord och skog (innan försäljning styckades egendomen upp och den största delen av egendomen ägs fortfarande av familjen Petri).

## Gevärsfaktori och småindustrier
År 1688 anlades ett gevärsfaktori för den svenska kronans räkning direkt norr om herrgården med bland annat borrhus för borrning av gevärspipor. Verksamheten flyttades dock tämligen start till Ronneby år 1706. På platsen fanns också från 1688 till 1923 Häggafors kvarn på Ronnebyåns västra sida. Anläggningen utvecklades 1747 med en så kallad skinnredastamp samt 1773 också en valmansstamp. Det gamla borrhuset tillsammans med stengrunder och andra industriella lämningar är utpekade av Riksantikvarieämbetet som övrig kulturhistorisk lämning med beteckningen RAÄ Ronneby 847. Direkt öster om gevärsfaktoriet finns ytterligare en kulturhistorisk lämning i form av en tidigare trädgårdsanläggning tillhörande herrgårdens huvudbyggnad med beteckning RAÄ Ronneby 846.

## Ägare
| Period       | Ägare                                        | Levnadstid |
| ------------ | -------------------------------------------- | ---------- |
|              | Ludvig Bossow                                |            |
| 1700–1703    | Mathias Ellers                               |            |
| 1729         | Sven Månsson                                 |            |
| 1733–1734    | Crattz                                       |            |
| 1759–1773    | Johan Timel                                  |            |
| 1773–ca.1780 | Hans Wachtmeister af Johannishus             |            |
| ca.1784–1818 | Salomon von Köhler                           | 1742–1818  |
| 1818–1819    | Henrika Birgitta Wachtmeister af Johannishus | 1749–1819  |
| 1819–1821    | August Wilhelm Qvickfeldt                    | 1784–      |
| 1821–1838    | Baltzar Filip Salomon Horn af Rantzien       | 1799–1860  |
| 1838–1877    | Casper Wrede                                 | 1808–1877  |
| –1912        | Gustaf Ernst Wrede                           | 1853–1912  |

## Torp och stugor
- Brotorpet
- Dalastugan